# Синдаревське
Синдаре́вське — село в Україні, у Талалаївській сільській громаді Ніжинського району Чернігівської області. Населення становить 125 осіб. До 2019 року орган місцевого самоврядування — Безуглівська сільська рада.

## Населення

### Мова
Розподіл населення за рідною мовою за даними перепису 2001 року:
| Мова       | Кількість | Відсоток |
| ---------- | --------- | -------- |
| українська | 125       | 100%     |

## Постаті
- Благовісний Вадим Андрійович (1995—2022) — майор Збройних сил України, учасник російсько-української війни.